# ドッグマン (グラフィックノベル)
ドッグマンは、アメリカの作家兼イラストレーターのデイブ・ピルキーによる児童向けグラフィックノベルシリーズ。ピルキーの『スーパーヒーロー・パンツマン』シリーズのスピンオフかつ劇中劇で、本作は警察官として働く半人半犬のハイブリッドのタイトルキャラクターの冒険を中心に物語を展開する。
2025年現在シリーズは13巻あり、最新刊は2024年12月3日発売の「Dog Man: Big Jim Begins」。続く14巻「Dog Man: Big Jim Believes」が発表済であり、2025年11月11日に発売予定。
シリーズは絶大な人気を誇り、BookScanのチャートによると、電子図書や学校の図書フェアでScholasticが販売した売上を含まずに、コミックブックの全売上の13%にも達する合計380万部以上を売り上げている。
2020年からは、ドッグマンの相棒であるキャット・キッド（リル・ピーティのスーパーヒーローの姿）に焦点をあてたスピンオフ『Cat Kid Comic Club』を開始した。また、メディアミックスとして2つのミュージカル作品、2024年のビデオゲーム『Dog Man: Mission Impawsible』、2025年のアニメーション映画も制作された。
日本では、中井はるの翻訳で飛鳥新社から第3巻まで発売されている。

## 概要
『スーパーヒーロー・パンツマン』内で、ジョージ・ビアードとハロルド・ハッチンズが幼稚園児の頃に作った最初のコミックブック・キャラクターがドッグマンである。小学4年生の時、2人は世界に対して（やや）大人びた視点を持ちながら、最初のキャラクターの世界に戻ることを決める。ジョージとハロルドは小学5年生と6年生の間ずっと「ドッグマン」のコミックを作り続け、しばしば課題図書の古典文学の朗読から物語のインスピレーションを得る。
警察官のナイトと彼の犬・グレッグは、「世界一邪悪な猫」のピーティに狙われ、爆発に巻き込まれて負傷する。病院では、医者たちは彼らを救うことができないと悟るが、ナースはグレッグの頭部をナイトの身体に縫い付けることを提案する。こうして生まれたハイブリッドのドッグマンは、ナイトの戦闘能力を受け継ぐが、人格はグレッグである。そのため、人々を舐めたり掃除機を怖がったりと、典型的な犬の行動を示す。
3巻『A Tale of Two Kitties』では、新たな犯罪の相棒を得ようとするピーティが、自身のクローンである子猫のリル・ピーティを作る。“パパ”とは違い、リル・ピーティは純情で気高く、ピーティは彼を捨てる。ドッグマンはリル・ピーティを養子にし、ピーティのもう1つの作品であるロボットの80-HDと共に、スーパーヒーローチームのSupa Buddiesを結成する。ピーティは次第に自分のクローンを捨てたことを後悔し、最終的には悪の道を捨て、週末にはドッグマンが親権を保ちつつ、リル・ピーティの本当の父親になる。
そのほか、長い間苦悩している警察署長のクラレンス・ベイリー、ニュースリポーターのサラ・ハットフとペットのプードルのズズ、ピーティの同房者でコマンダー・カップケーキと呼ばれるスーパーヒーローとして月光を浴びているビッグ・ジム、ピーティを育児放棄した父親のグランパ、改心した悪役で念動力を持つ魚のフリッピー、同じく念動力を持ち超知能的なオタマジャクシの姿をしたカエルの赤ちゃんのモリー、そしてピーティの幼なじみであった悪の動物トリオのF.L.E.A.Sが登場する。

## 小説

### メインシリーズ
1. Dog Man (2016年)
2. Dog Man: Unleashed (2016年)
3. Dog Man: A Tale of Two Kitties (2017年)
4. Dog Man and Cat Kid (2017年)
5. Dog Man: Lord of the Fleas (2018年)
6. Dog Man: Brawl of the Wild (2018年)
7. Dog Man: For Whom the Ball Rolls (2019年)
8. Dog Man: Fetch-22 (2019年)
9. Dog Man: Grime and Punishment (2020年)
10. Dog Man: Mothering Heights (2021年)
11. Dog Man: Twenty Thousand Fleas Under the Sea (2023年)
12. Dog Man: The Scarlet Shedder (2024年)
13. Dog Man: Big Jim Begins (2024年)
14. Dog Man: Big Jim Believes (2025年発売予定)

### スピンオフ
スピンオフシリーズ『Cat Kid Comic Club』。2025年現在5巻。リル・ピーティやフリッピー、 モリーとその21匹のカエルのきょうだいがコミックなどを制作する様子が描かれている。
1. Cat Kid Comic Club (2020年)
2. Cat Kid Comic Club: Perspectives (2021年)
3. Cat Kid Comic Club: On Purpose (2022年)
4. Cat Kid Comic Club: Collaborations (2022年)
5. Cat Kid Comic Club: Influencers (2023年)
6. Untitled sixth Cat Kid Comic Club book (2026年発売予定)

### 知育絵本
1. Dog Man: Guide to Creating Comics in 3D (2019年)
2. Dog Man: Scratch Magic (2020年)
3. Dog Man With Love: The Official Coloring Book (2023年)
4. Dog Man: Official Sticker Book (2025年)

## 評価
ドッグマンは書評家から好評を得ている。Common Sense Mediaのダリーン・ステュアートは最初の2巻に5つ星中4つ星の評価をつけ、第1巻『Dog Man』を「パンツマンの作者による、ソフトタッチで、騒がしくておどけた楽しさ」、第2巻『Dog Man: Unleashed』を「半分人間、半分犬の心優しいヒーローが、おどけた続編を楽しませてくれる」と述べている。

## メディアミックス

### ミュージカル
シリーズを原作とするミュージカル『Dog Man: The Musical』が2019年にTheatreWorksUSAによってオフブロードウェイで製作され、ブラッド・アレクサンダーが音楽を務め、ケヴィン・デル・アギラが脚本と作詞を務めた。ニューヨークでのデビュー後は北米ツアーが敢行され、2023年にオフブロードウェイで再演された。 2025年現在、アメリカ全土の会場を巡るツアーを続けている。
2023年には、『Cat Kid Comic Club: The Musical』がオフブロードウェイで初演された。『Cat Kid Comic Club』シリーズを舞台化し、同チームによって執筆・製作された。

### ビデオゲーム
ビデオゲーム『Dog Man: Mission Impawsible』がMindscapeから2024年12月6日に発売された。2D横スクロールプラットフォーム・ゲームとして制作され、F.L.E.A.S.に盗まれた街の鍵を探すために協力するドッグマン、リル・ピーティ、80-HDの姿が描かれている。

### 映画
ドッグマンを原作とした長編映画がドリームワークス・アニメーションによって2025年1月31日に公開された。『ぼくらのスーパーヒーロー・パンツマン』を担当したピーター・ヘイスティングスが脚本・監督を務めた。タイトルキャラクターの声はヘイスティングスが務め、ピーティをピート・デイヴィッドソン、署長をリル・レル・ハウリー、サラ・ハットフをアイラ・フィッシャー、フリッピーをリッキー・ジャーヴェイス、ピーティのおじいちゃんをスティーヴン・ルートが務めた。映画はおおむね好意的な評価を受けた。また、続編が企画中である。